# Пла
Пла (фр. и окс. Plats) — коммуна во Франции, находится в регионе Рона — Альпы. Департамент коммуны — Ардеш. Входит в состав кантона Турнон-сюр-Рон. Округ коммуны — Турнон-сюр-Рон.
Код INSEE коммуны — 07177.
Коммуна расположена приблизительно в 470 км к юго-востоку от Парижа, в 85 км южнее Лиона, в 34 км к северо-востоку от Прива.

## Население
Население коммуны на 2008 год составляло 753 человека.
| 1962 | 1968 | 1975 | 1982 | 1990 | 1999 | 2008 |
| ---- | ---- | ---- | ---- | ---- | ---- | ---- |
| 316  | 350  | 321  | 381  | 443  | 509  | 753  |

## Экономика
В 2007 году среди 465 человек в трудоспособном возрасте (15—64 лет) 348 были экономически активными, 117 — неактивными (показатель активности — 74,8 %, в 1999 году было 72,6 %). Из 348 активных работали 314 человек (175 мужчин и 139 женщин), безработных было 34 (14 мужчин и 20 женщин). Среди 117 неактивных 45 человек были учениками или студентами, 35 — пенсионерами, 37 были неактивными по другим причинам.

## Достопримечательности
- Замок Сюзьё

## Фотогалерея

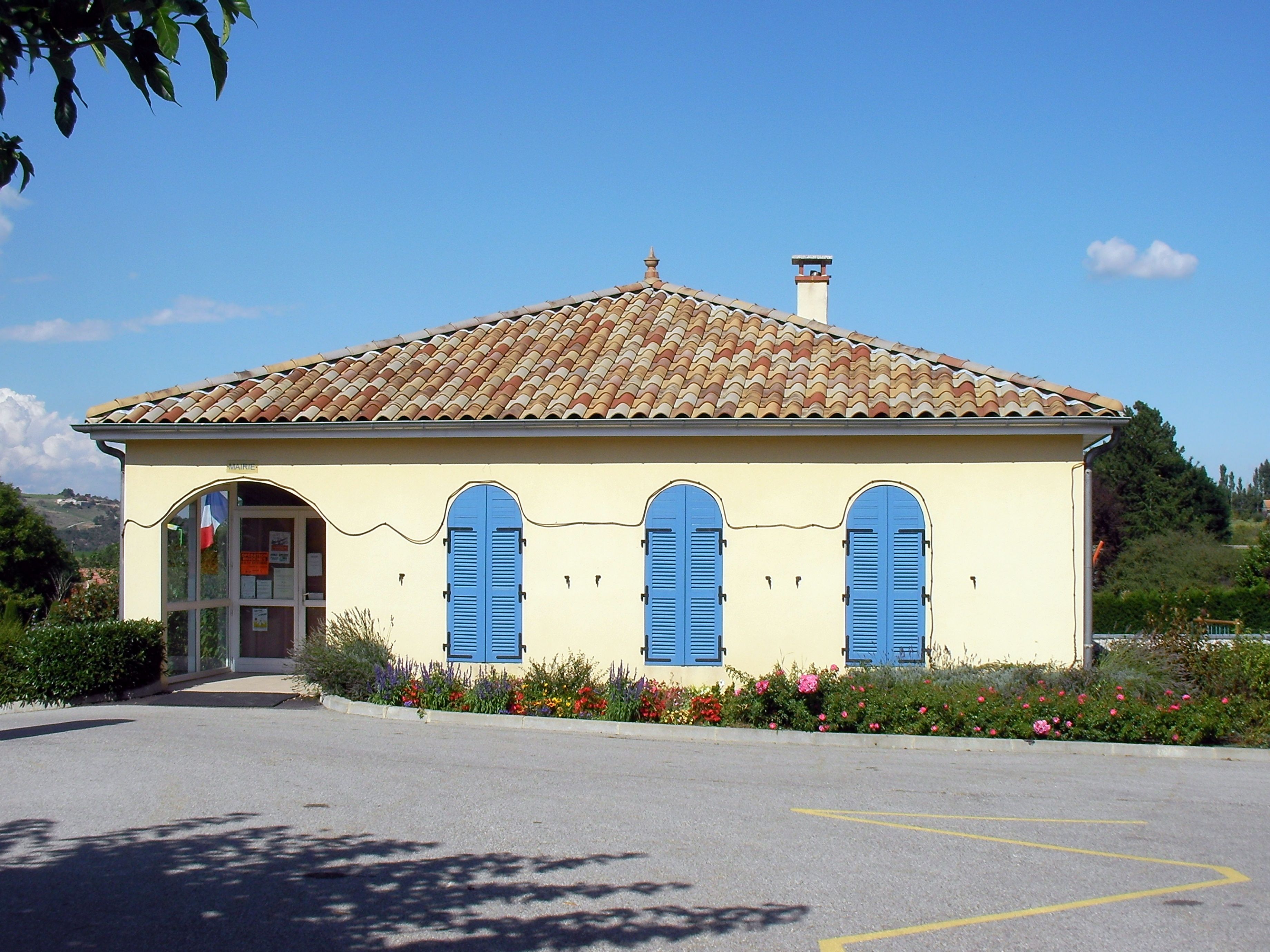
Мэрия
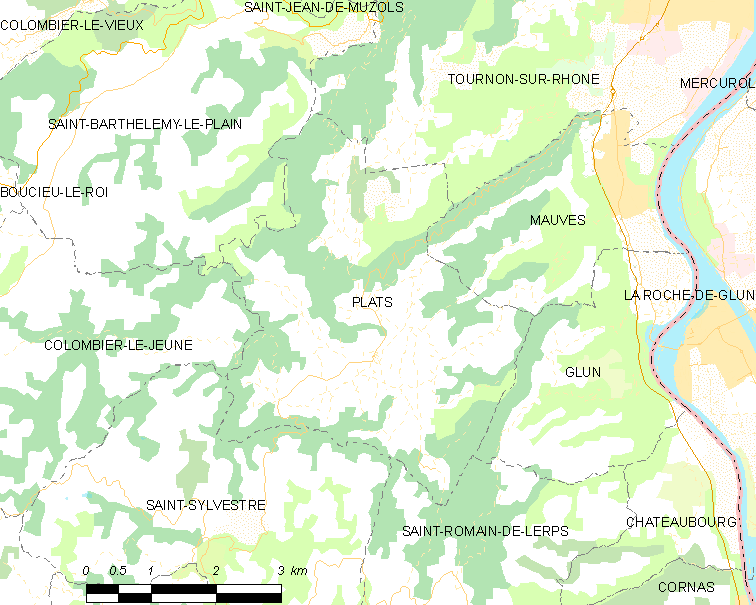
Карта коммуны